# Marçon
Marçon és un municipi francès situat al departament del Sarthe i a la regió de País del Loira. L'any 2007 tenia 1.011 habitants.

## Demografia

### Població
El 2007 la població de fet de Marçon era de 1.011 persones. Hi havia 436 famílies de les quals 152 eren unipersonals (72 homes vivint sols i 80 dones vivint soles), 144 parelles sense fills, 128 parelles amb fills i 12 famílies monoparentals amb fills.
La població ha evolucionat segons el següent gràfic:
Habitants censats

### Habitatges
El 2007 hi havia 595 habitatges, 446 eren l'habitatge principal de la família, 102 eren segones residències i 47 estaven desocupats. 583 eren cases i 8 eren apartaments. Dels 446 habitatges principals, 342 estaven ocupats pels seus propietaris, 90 estaven llogats i ocupats pels llogaters i 14 estaven cedits a títol gratuït; 6 tenien una cambra, 30 en tenien dues, 90 en tenien tres, 143 en tenien quatre i 177 en tenien cinc o més. 357 habitatges disposaven pel capbaix d'una plaça de pàrquing. A 212 habitatges hi havia un automòbil i a 189 n'hi havia dos o més.

### Piràmide de població
La piràmide de població per edats i sexe el 2009 era:
| Homes | Edats   | Dones |
| ----- | ------- | ----- |
| 0     | 95 o +  | 0     |
| 4     | 90 a 94 | 8     |
| 8     | 85 a 89 | 16    |
| 4     | 80 a 84 | 8     |
| 28    | 75 a 79 | 24    |
| 40    | 70 a 74 | 32    |
| 24    | 65 a 69 | 52    |
| 40    | 60 a 64 | 32    |
| 16    | 55 a 59 | 36    |
| 40    | 50 a 54 | 36    |
| 36    | 45 a 49 | 16    |
| 36    | 40 a 44 | 44    |
| 28    | 35 a 39 | 24    |
| 24    | 30 a 34 | 20    |
| 20    | 25 a 29 | 24    |
| 36    | 20 a 24 | 20    |
| 12    | 15 a 19 | 20    |
| 36    | 10 a 14 | 44    |
| 32    | 5 a 9   | 32    |
| 12    | 0 a 4   | 20    |

## Economia
El 2007 la població en edat de treballar era de 600 persones, 411 eren actives i 189 eren inactives. De les 411 persones actives 371 estaven ocupades (210 homes i 161 dones) i 40 estaven aturades (22 homes i 18 dones). De les 189 persones inactives 69 estaven jubilades, 50 estaven estudiant i 70 estaven classificades com a «altres inactius».

### Ingressos
El 2009 a Marçon hi havia 448 unitats fiscals que integraven 1.009 persones, la mediana anual d'ingressos fiscals per persona era de 15.663,5 €.

### Activitats econòmiques
Dels 32 establiments que hi havia el 2007, 1 era d'una empresa extractiva, 1 d'una empresa alimentària, 5 d'empreses de fabricació d'altres productes industrials, 6 d'empreses de construcció, 4 d'empreses de comerç i reparació d'automòbils, 2 d'empreses de transport, 4 d'empreses d'hostatgeria i restauració, 1 d'una empresa d'informació i comunicació, 3 d'empreses de serveis, 1 d'una entitat de l'administració pública i 4 d'empreses classificades com a «altres activitats de serveis».
Dels 9 establiments de servei als particulars que hi havia el 2009, 1 era una oficina de correu, 1 taller de reparació d'automòbils i de material agrícola, 4 fusteries, 1 empresa de construcció, 1 perruqueria i 1 restaurant.
Dels 3 establiments comercials que hi havia el 2009, 1 era una botiga de menys de 120 m², 1 una fleca i 1 una carnisseria.
L'any 2000 a Marçon hi havia 53 explotacions agrícoles que ocupaven un total de 1.850 hectàrees.

## Equipaments sanitaris i escolars
El 2009 hi havia una escola elemental integrada dins d'un grup escolar amb les comunes properes formant una escola dispersa.

## Poblacions més properes
El següent diagrama mostra les poblacions més properes.